# Mszadla (Mazovie)
Pour les articles homonymes, voir Mszadla.
Mszadla [ˈmʂadla] est un village polonais, dans le Powiat de Szydłowiec et dans la voïvodie de Mazovie dans le centre-est de la Pologne.
Sa population compte 4 habitants en 2007.